# Tore Stawström
Carl Tore Stawström, född den 3 november 1915 i Stockholm, död där den 27 mars 1993, var en svensk militär.
Stawström avlade studentexamen 1933. Han blev fänrik i Luftvärnsartilleriet 1938 och löjtnant där 1940. Stawström genomgick Artilleri- och ingenjörhögskolans högre kurs 1943–1945. Han blev kapten i det självständiga Luftvärnet 1946. Stawström blev major och chef för Arméns radar- och luftvärnsmekanikerskola 1957. Han befordrades till överstelöjtnant 1961 och till överste 1964. Stawström var chef för Göta luftvärnsregemente 1966–1976. Han invaldes som ledamot av Krigsvetenskapsakademien 1961. Stawström blev riddare av Svärdsorden 1957, kommendör av samma orden 1968 och kommendör av första klassen 1972. Han vilar på Norra begravningsplatsen utanför Stockholm.